# Митьково (Торопецкий район)
Митьково — деревня в Торопецком районе Тверской области. Входит в состав Речанского сельского поселения.

## География
Находится в западной части Тверской области на расстоянии приблизительно 9 км на юг по прямой от районного центра города Торопец.

## История
Была отмечена на карте 1838 года. В 1877 году здесь (деревня Торопецкого уезда Псковской губернии) было учтено 6 дворов.

## Население
Численность населения: 50 человек (1877 год), 10 (русские 100 %) в 2002 году, 1 в 2010.